# Carlo Reguzzoni
Carlo Reguzzoni (Busto Arsizio, Provincia de Varese, Italia, 18 de enero de 1908 - Busto Arsizio, Provincia de Varese, Italia, 16 de diciembre de 1996) fue un futbolista italiano. Se desempeñaba en la posición de centrocampista.

## Selección nacional
Fue internacional con la selección de fútbol de Italia en 1 ocasión. Debutó el 14 de abril de 1940, en un encuentro amistoso ante la selección de Rumania que finalizó con marcador de 2-1 a favor de los italianos.

## Clubes
| Club          | País   | Año         |
| ------------- | ------ | ----------- |
| Pro Patria    | Italia | 1927 - 1930 |
| Bologna F. C. | Italia | 1930 - 1943 |
| Pro Patria    | Italia | 1944        |
| Bologna F. C. | Italia | 1945 - 1946 |
| Pro Patria    | Italia | 1946 - 1948 |

## Palmarés

### Campeonatos nacionales
| Título  | Club          | País   | Año     |
| ------- | ------------- | ------ | ------- |
| Serie A | Bologna F. C. | Italia | 1935-36 |
| Serie A | Bologna F. C. | Italia | 1936-37 |
| Serie A | Bologna F. C. | Italia | 1938-39 |
| Serie A | Bologna F. C. | Italia | 1940-41 |

### Copas internacionales
| Título       | Club          | País   | Año  |
| ------------ | ------------- | ------ | ---- |
| Copa Mitropa | Bologna F. C. | Italia | 1932 |
| Copa Mitropa | Bologna F. C. | Italia | 1934 |